# 1239
1239 (MCCXXXIX) fue un año común comenzado en sábado del calendario juliano.

## Acontecimientos

### Asia
- 22 de julio: en Japón, una ordenanza prohíbe la venta y compra de personas.[1]

### Oriente Próximo
- 1 de septiembre: la cruzada de los barones llega a Acre para completar la reconquista del reino de Jerusalén.[2] sale de la ciudad hacia Ascalón el 2 de noviembre.
- 13 de noviembre: fracaso de la cruzada en la batalla de Gaza[3]
- 7 de diciembre: El sultán ayubi de Damasco, An-Nasir Dâ'ûd, favorecido por un ataque sorpresa, toma la ciudadela de Jerusalén. Después de destruir la Torre de David y otras fortificaciones no reconstruidas por los francos, se retiró con sus tropas a Al-Karak, considerando la ciudad indefendible.[4] Teobaldo de Champaña retoma Jerusalén por un momento reocupada por los egipcios al final de la tregua. Siguiendo el consejo de los Caballeros Templarios y de los Ibelin, negoció con Damasco la restitución de las plazas de Galilea, pero el tratado no tuvo éxito.
- Los mongoles de Chormaqan ocupan la mayor parte de Armenia, incendian y saquean las ciudades de Ani y Kars después de la masacre de su población.[5]

### Europa

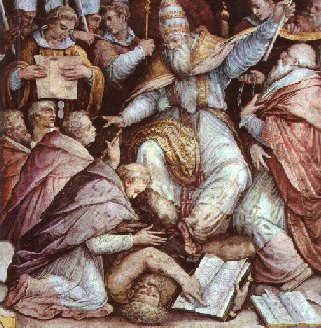
24 de marzo: Gregorio IX excomulga al emperador Federico II

- 7 de febrero:[6] Luis IX compra el condado de Mâcon.
- 24 de marzo (o 20): segunda excomunión del emperador Federico II.[7] Guerra entre el papa y Federico II. Los soldados del papa tienen los mismos privilegios que si fueran a Tierra Santa; los húngaros que han hecho este voto están invitados a conmutarlo en participación en la cruzada contra Federico, presentada por la propaganda eclesiástica como el Anticristo.
- 13 de mayo, Francia:[8] Auto de fe de 183 hombres y mujeres convencidos de la herejía de los cataros en el castillo de Mont Aimé (entonces Mont-Guimar o Guimer) en Bergères les Vertus.
- 11 de agosto: el rey Luis IX de Francia recibe en Villeneuve-l'Archevêque la corona de espinas de Cristo, para cuya conservación emprendió la construcción de la Sainte-Chapelle.[9]
- Noviembre - El papa otorga el estatus de Cruzada a la invasión continua del rey de Castilla del reino musulmán de Murcia[10]
- Jaime I de Aragón es proclamado rey de Valencia
- Federico II dirige el asedio de Faenza.
- La torre principal de la catedral de Lincoln en Inglaterra se derrumba.
- La Abadía de Netley se funda en Inglaterra.

- Segunda campaña de Batú Kan en Rusia.[11] Se une a Mongke en el valle del Don y pasa el año allí. Ocupa Pereiaslav y Tchernikov en la actual Ucrania a finales de año. La invasión mongol de Rus está en progreso, y llevan consigo una pandemia de peste bovina.
- Mongke reduce a los alanos durante el invierno de 1239-1240.[12]
- Nuno Sanche de Roussillon vende los lugares de Puylaurens y de Quéribus a Luis IX de Francia.[13]
- Farinata degli Uberti toma la cabeza de la facción de los gibelinos que dominan Florencia hasta 1250.[14]

## Nacimientos

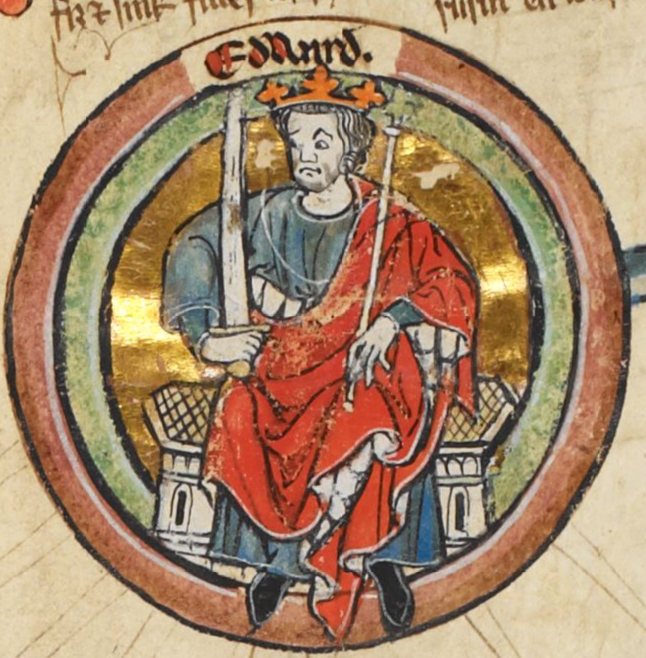
En 1239 nació Eduardo I, rey de Inglaterra de la Casa de Plantagenet.

- 17 o 18 de junio: Eduardo I de Inglaterra (fal. 1307)
- 17 de diciembre – Kujō Yoritsugu, shogún japonés (fal. 1256)
- Pedro III de Aragón (fal. 1285)
- Constanza de Aragón, señora de Villena, princesa (fal. 1275)
- Juan II de Bretaña (fal. 1305)

## Fallecimientos
- 3 de marzo – Vladimir IV Rurikovich, Gran Príncipe de Kiev (n. 1187)
- 20 de marzo - Hermann von Salza, Gran Maestre de la Orden Teutónica.
- 28 de marzo – Emperador Go-Toba de Japón (n. 1180)
- Irene Láscarina, emperatriz consorte de Nicea
- Cormac mac Art O Melaghlain, rey de Meath
- Álvaro Pérez de Castro "el Castellano". Señor de la Casa de Castro y bisnieto de Alfonso VII el Emperador, rey de Castilla y León. Fue hijo de Pedro Fernández de Castro "el Castellano".